# Автомобильный мост через Десну (Черниговский район)
Автомобильный мост через Десну или Новый мост — автомобильный мост через реку Десна в Черниговском районе между сёлами Шестовица и Ягодное, Украина.

## История
Был введён в эксплуатацию в октябре 1986 года. Был построен коллективами Киевского мостостроительного управления № 2 и Черниговского путестроительного управления № 14 по проекту «Укрдіпрошлях» (инженер А. М. Попельнюк). Возведён надвижным способом возле села Шестовица вместе с первой очередью прилегающей автомагистрали в составе 20-км полукольца обхода от села Киенка до села Ивановка, который направляет транзитный транспорт в объезд города Чернигова.
В феврале 2022 года в ходе Вторжения России на Украину был разрушен (мостовой подход).
В июне 2022 года были демонтированы разрушенные конструкции (мостовой подход), ведутся работы по восстановлению моста.
В апреле 2023 года частично (по ряду в обе стороны) открыт для движения; ведутся ремонтно-восстановительные работы.

## Общие данные
Автомобильный мост в Черниговском районе между сёлами Шестовица и Ягодное, соединяющий берега Десны, по которому пролегает автодорога Е-95. Общая длина мостового путепровода — 588 м, ширина — 24 м. Согласно изданию «Чернігівщина: Енциклопедичний довідник», длина — 609 м, ширина — 26 м. Грузоподъёмность — 60 тонн. Тип конструкции — балочный мост. Материал — железобетон. Имеет по два ряда движения в обе стороны, две пешеходные зоны.